# Laas (Gers)
Laas é uma comuna francesa na região administrativa de Occitânia, no departamento de Gers. Estende-se por uma área de 10,94 km². Em 2010 a comuna tinha 308 habitantes (densidade: 28,2 hab./km²).